# Forcalquier
Forcalquier – miejscowość i gmina we Francji, w regionie Prowansja-Alpy-Lazurowe Wybrzeże, w departamencie Alpy Górnej Prowansji.

## Demografia
Według danych na rok 1990 gminę zamieszkiwały 3993 osoby, a gęstość zaludnienia wynosiła 93 osoby/km². W styczniu 2015 r. Forcalquier zamieszkiwało 4875 osób, przy gęstości zaludnienia wynoszącej 113,5 osób/km².

## Polacy
Od roku 1981 mieszka tu i tworzy polski malarz Kazimierz Pomagalski.